# Hacienda Heights
Hacienda Heights est une zone urbaine du comté de Los Angeles, en Californie, aux États-Unis. Elle n'a pas officiellement le statut de ville et forme une census-designated place.

## Démographie
Lors du recensement de 2010, la census-designated place comptait une population de 54 038 habitants.
| 1970   | 1980   | 1990   | 2000   | 2010   | - |
| ------ | ------ | ------ | ------ | ------ | - |
| 35 969 | 49 422 | 52 354 | 53 122 | 54 038 | - |

## Personnalités liées à Hacienda Heights
- Le pianiste Brooks Smith a longtemps résidé à Hacienda Heights.
- Marilyn Jorgenson Reece y meurt après une longue maladie[3].
- Fergie (chanteuse)